# La Forclaz
La Forclaz is een gemeente in het Franse departement Haute-Savoie (regio Auvergne-Rhône-Alpes) en telt 195 inwoners (1999). De plaats maakt deel uit van het arrondissement Thonon-les-Bains.

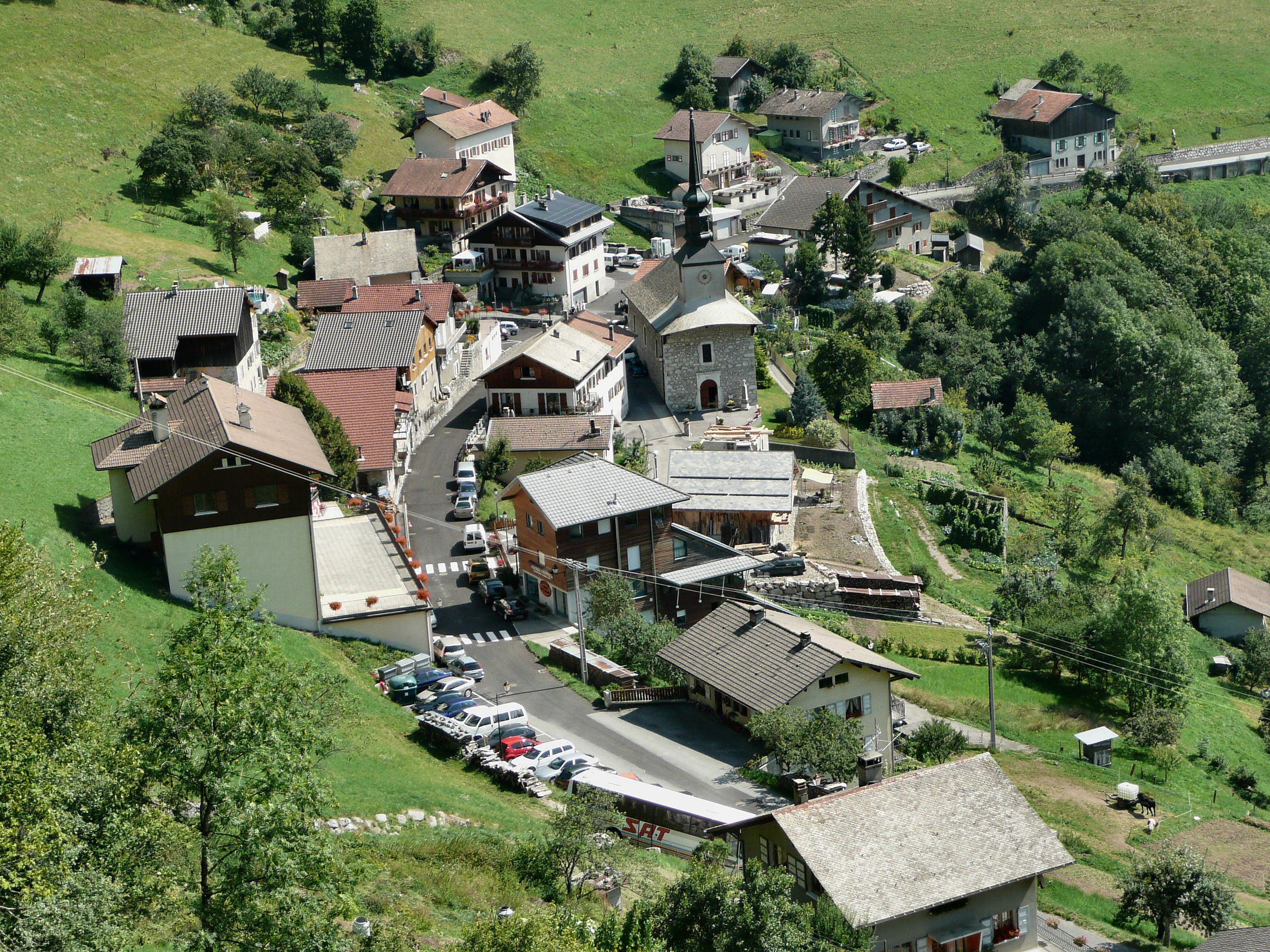
La Forclaz

## Geografie
De oppervlakte van La Forclaz bedraagt 4,0 km², de bevolkingsdichtheid is 48,8 inwoners per km².
De onderstaande kaart toont de ligging van La Forclaz met de belangrijkste infrastructuur en aangrenzende gemeenten.

## Demografie
Onderstaande figuur toont het verloop van het inwonertal (bron: INSEE-tellingen).